# 旅跑應援團
《旅跑應援團》，是由郭書瑤主持的旅遊實境節目，於衛視中文台首播，是第一個衛視原創（英語：SCC.Originals）的生活風格節目，其相關品牌內容屬台灣華特迪士尼公司（The Walt Disney Company (Taiwan) Limited）版權所有。
主持人與每集來賓透過跑步結合旅行的方式，用雙腳踏遍台灣土地，將健康與運動帶入旅遊概念，並以不同角度體會人生、啟發正向的生活力量。
節目將跑步的路途比喻為人生，從小到大總有許多家人、好友、陌生人曾與我們並肩跑在生命的旅途上，不管陪跑的里程是長或短、目標是成功或失敗，過程中總是學習配合彼此的步伐、練習齊跑的速度，記憶當下一起爬坡的艱辛、珍惜當下一起揮汗的美好。
在主持人好奇心的帶領下，節目中也充滿身歷其境的旅遊經驗：對刺激活動的挑戰、對古老產業的體驗、對新興知識的挖掘、對秘境景點的追尋、對美食佳餚的品嚐，無論上山下海、烈日暴雨，都無法阻擋出發旅行的決心。

## 播出時間

### 首播
| 頻道       | 所在地 | 播出時間           | 播出日期        |
| 衛視中文台 | 臺灣   | 每週五 22:00-23:00 | 2022年1月14日起 |
| 衛視中文台 | 臺灣   | 每週日 19:00-20:00 | 2022年1月16日起 |

| 頻道       | 所在地 | 播出時間           | 播出日期        |
| 星衛娛樂台 | 臺灣   | 每週五 20:50-21:40 | 2022年1月21日起 |
| 星衛娛樂台 | 臺灣   | 每週日 15:50-16:40 | 2022年1月23日起 |

## 各集內容
| 集數 | 地點       | 來賓         | 內容 |
| ---- | ---------- | ------------ | --- |
| 1    | 南投日月潭 | 劉品言       | 從體驗飛行傘到採芋頭，互相鬥嘴又互相扶持，最後友情卡片更讓瑤瑤感動到大噴淚！                                                        |
| 2    | 彰化田中   | 鄭茵聲       | 瑤瑤暌違多年再現「志氣」場面！還因為挑水果比賽輸給茵聲走心，茵聲挑的水果到底有多美？                                                |
| 3    | 宜蘭南澳   | 江宏傑       | 都對「父愛」有著強大共鳴的兩人，在兩天一夜的跑步旅行中用最真心的談話給彼此溫暖！                                                    |
| 4    | 雲林虎尾   | 蔡旻佑       | 用跑步來練習肺活量！好交情讓兩人超有默契，一邊體驗在地在地活動一邊哼起歌曲超愜意！                                                  |
| 5    | 花蓮壽豐   | 詹子晴(ㄚ頭) | 練習慢活生活！一起抓龍蝦做成超鮮漢堡，也一起挑戰在樹木間穿梭走跳當個山中之王                                                        |
| 6    | 新竹尖石   | 鍾瑶         | 學習當個會適時軟爛的人吧！在露營夜兩個女孩說出在感情上最心底的話，這樣的友誼是彼此最珍貴的情感！                                    |
| 7    | 苗栗三義   | 莊凱勛       | 在旅跑中讓觀眾看到最真實的彼此！彩繪石虎兩樣情，凱勛哥的彩繪成果讓瑤瑤笑到眼淚掉下來！                                              |
| 8    | 新北貢寮   | 鄭元暢(小綜) | 什麼事情都說得頭頭是道，小綜一邊跑步一邊帶著瑤瑤練肖話！還一邊採水產一邊對著水產產生滿腹疑問！看完這一集給你一整天的好心情~         |
| 9    | 高雄旗山   | 善存、管麟   | 為博瑤瑤開心，管麟煮菜、涂善存大展歌喉！三人從高雄起跑，先嘗百香果土窯雞再體驗採收香蕉！                                              |
| 10   | 宜蘭三星   | 林艾璇(大元) | 大雨也淋不息旅跑熱情，節目史上首次大雨中慢跑！瑤瑤跟大元體驗自己拔三星蔥做蔥油餅，獨特的美味讓兩人大驚嘆！                          |
| 11   | 高雄美濃   | 方文琳       | 沒想到讓方文琳嚇的驚聲尖叫的東西居然是這個？！南下旅跑讓到過去方文琳在樂壇的老友，一首不一樣的女孩讓她帶著瑤瑤回到那一個美好年代    |
| 12   | 台中后豐   | 林鶴軒(大鶴) | 真人版跑跑卡丁車體驗就在這集！不只有刺激的體驗，大鶴還秀了一手如何用氣球摺出美少女戰士的法杖，這趟旅行不只是體驗更多的是溫暖的陪伴~ |
| 13   | 南投埔里   | 阿Ken        | 阿Ken的一席話讓她感動到不行，這趟旅跑旅行讓瑤瑤更美、也更接觸到與以往不同自己！留下的眼淚都是開心的感動，希望我們能再度相見         |